# 加筆
| ウィキペディアには「加筆」という見出しの百科事典記事はありません（タイトルに「加筆」を含むページの一覧/「加筆」で始まるページの一覧）。 代わりにウィクショナリーのページ「加筆」が役に立つかもしれません。 |